# AOSSA
AOSSA（アオッサ）は、福井県福井市手寄1丁目に所在する福井駅東口再開発ビル（手寄地区再開発ビル）の愛称である。2007年（平成19年）4月19日に開館。
愛称「AOSSA」は公募で決定した。福井弁の「会おっさ（会おうよ）」にかけて、待ち合わせ場所として気軽に行ける空間を目指して付けられた。

## 内容
建物は鉄骨造りの地上10階、地下2階建て。延べ床面積33,170m2。
- 1階～3階:AOSSA MALL -アオッサモール-（商業施設）
  - 1階:ファッション・雑貨のフロア（カフェ、ファッション関連ショップ等）、桜木図書館図書返却口（建物外）
  - 2階:スクール、美のフロア、日本年金機構「街角の年金相談センター福井」
  - 3階:レストランのフロア（飲食店街）
- 4階～6階:福井市地域交流プラザ（福井市の公共施設）
  - 4階:福井市立桜木図書館
  - 5階:福井市役所の一部部局・課（未来づくり推進局女性活躍促進課、商工労働部、観光文化スポーツ局）、地域交流プラザ（会議室、応接室、交流ラウンジ、ギャラリー）、福井市男女共同参画センター、福井市こども家庭センター分室、アオッサ子育て広場、福井市中央公民館
  - 6階:地域交流プラザ（研修室、調理実習室、工作実習室、和室、レクリエーションルーム）
- 7階・8階:福井県公益施設（福井県の公共施設）
  - 7階:福井県消費生活センター、ふくい県民生活センター、福井県人権センター、ふくい暮らすはたらくサポートセンター福井オフィス、放送大学福井学習センター
  - 8階:福井県県民ホール
- 9階・10階:機械室及び県民ホール関連施設
- 地下1階・地下2階:有料駐車場（169台収容）

## 商業施設
- 株式会社イマスがAOSSAの1〜3階の家賃保証（サブリース）を行い、各テナントに転貸する形でismを運営していた。（しかしながら、株式会社イマスは当施設以前に商業施設を運営した実績はない。）イマスは2009年（平成21年）8月に撤退し、現在は株式会社日本管財サービス（旧管財ファシリティ）がＰＭ業務として管理し、地下駐車場・県民ホール・市施設を含めた建物全体の管理の主体が、株式会社日本管財サービス（旧管財ファシリティ）となっている。
- 2階部分は、当初予定ではコンセプトが「ファッション」であったが、開業直前の2007年（平成19年）3月に各テナントが全面撤退したために、コンセプトを「癒し」に変更して同年10月にオープンした。
- 1階
  - ファッション・雑貨のフロア：Honeys・WEGOなど[1]
- 2階
  - 美・スクールのフロア：街角の年金相談センター（日本年金機構）・個別教室のトライ[2]
- 3階[3]
  - レストランのフロア : ステーキキッチン＆バル・魚いち・ＩＳＳＥＩ（中華）・Seriaなど
  - バンケットルーム（ウェルアオッサ）

## アクセス
- 福井駅東口ロータリーに隣接
- 京福バス - 「福井駅東口」もしくは「福井駅」下車
- 北陸自動車道福井ICより約4km